# Верроне
Верроне (італ. Verrone, п'єм. Vron) — муніципалітет в Італії, у регіоні П'ємонт,  провінція Б'єлла.
Верроне розташоване на відстані близько 540 км на північний захід від Рима, 60 км на північний схід від Турина, 9 км на південний схід від Б'єлли.
Населення — 1269 осіб (2014).
Покровитель — святий мученик Лаврентій.

## Демографія
Населення за роками:

Станом на 1 січня 2023 року в муніципалітеті офіційно проживали 32 іноземці з 10 країн, серед них 12 громадян країн Євросоюзу.

## Сусідні муніципалітети
- Бенна
- Кандело
- Черріоне
- Гальяніко
- Массацца
- Салуссола
- Сандільяно